# 憲法運動 (英國政黨)
憲法運動（英語：Consitution Movement）是英國歷史上的右翼政治團體。它由創建人安德鲁·芳德斯（Andrew Fountaine）於1979年創立。當時正值國民陣線分裂運動，而其則是國民陣線的其中一個分裂團體。憲法運動比國民陣線的行動更溫和，是當時英國最温和的右翼政党。1980年，其聲稱有2000名成員加入該黨。